# Thierry Masci
Né le 22 juillet 1959 à Lyon, Thierry Masci est un karatéka français connu pour avoir été titré champion du monde en kumite individuel masculin moins de 70 kilos aux championnats du monde de karaté 1986 et 1988. Il a été directeur des équipes de France (de karaté) de 2001 à 2012. Aujourd'hui 7e dan,il est conseiller technique national et coordinateur du centre national d'entraînement (CNE) de Castelnau-le-Lez.

## Résultats
| Résultat | Date | Épreuve                      | Catégorie | Compétition                | Ville hôte               |
| -------- | ---- | ---------------------------- | --------- | -------------------------- | ------------------------ |
| [ 2 ]    | 1980 | Kumite individuel - 70 kilos | Seniors   | Championnats du monde 1980 | Madrid, en Espagne       |
| [ 3 ]    | 1981 | Kumite individuel - 70 kilos | Seniors   | Championnats d'Europe 1981 | Venise, en Italie        |
| [ 4 ]    | 1982 | Kumite individuel - 70 kilos | Seniors   | Championnats du monde 1982 | Taipei, à Taïwan         |
| [ 5 ]    | 1985 | Kumite individuel - 70 kilos | Seniors   | Jeux mondiaux 1985         | Londres, au Royaume-Uni  |
| [ 6 ]    | 1986 | Kumite individuel - 70 kilos | Seniors   | Championnats du monde 1986 | Sydney, en Australie     |
| [ 7 ]    | 1988 | Kumite individuel - 70 kilos | Seniors   | Championnats d'Europe 1988 | Gênes, en Italie         |
| [ 8 ]    | 1988 | Kumite individuel - 70 kilos | Seniors   | Championnats du monde 1988 | Le Caire, en Égypte      |
| [ 9 ]    | 1989 | Kumite individuel ippon      | Seniors   | Championnats d'Europe 1989 | Titograd, en Yougoslavie |
| [ 10 ]   | 1990 | Kumite individuel ippon      | Seniors   | Championnats d'Europe 1990 | Vienne, en Autriche      |